# René Malleville
Pour les articles homonymes, voir Malleville.
René Julien Lucien Malleville, né le 1er décembre 1947 à Carcassonne et mort le 19 septembre 2021 à Marseille (9e arrondissement) est une personnalité médiatique française. Il est tour-à-tour militant politique, syndicaliste, conseiller municipal, patron de bar, et chroniqueur dans des émissions diffusées sur internet, à la radio et à la télévision. Il est principalement célèbre en tant que supporter de l'Olympique de Marseille ainsi que pour ses coups de sang et son franc-parler,.

## Biographie

### Famille et jeunesse
René Malleville est le fils d'un policier, cadet d'une fratrie de quatre enfants. Sa famille est originaire du village de Salles-sur-l'Hers (Aude). Alors qu'il est âgé de 4 ans, son père est envoyé à Mogador au Maroc pour 5 ans. De retour en 1957, la famille s'installe à Marseille. Il est scolarisé à l'école communale de Saint-Mitre puis au collège des Chartreux. Il intègre ensuite le Lycée Le Chatelier où il tentera sans succès d'obtenir un CAP de Réalisations industrielles en chaudronnerie ou Soudage.
C'est à cette époque, à 16 ans, qu'il assiste pour la première fois à un match de l'Olympique de Marseille au Stade Vélodrome. Sa passion est née même s'il n'assiste alors à d'autres matches que sporadiquement,.

### Vie privée et professionnelle
Malleville se marie, devient père et effectue son service militaire. Rendu à la vie civile en 1968, il entre à la Régie des Transports de Marseille en qualité de chauffeur de bus et adhère à la section CGT de la RTM.
Son intérêt pour l'OM, pour Marseille et la conscience de son charisme le conduisent à s'engager dans la vie politique de la cité phocéenne. Dès 1977, il devient conseiller municipal aux côtés du maire socialiste Gaston Defferre,. Toutefois, lors des élections municipales de 1983, Defferre le qualifie de "grande gueule" et l'écarte de son équipe de campagne. Malleville décide alors de clore sa carrière politique.
Jugeant la section CGT de la RTM « trop timide à son goût », René Malleville crée sa propre organisation syndicale en 1984, le "Syndicat des roulants et techniques". Sous le mandat du maire de Marseille Robert Vigouroux, il organise plusieurs opérations de mobilisation ravageuses, parmi lesquelles la séquestration du dirigeant de la RTM et le blocus complet de Marseille au moyen des bus pendant six heures d'affilée,, ce qui lui vaut d'être révoqué sur-le-champ de la RTM en 1989,.
Grâce aux dons de quinze de ses amis, René Malleville achète un bar, « Le Bretagne », dans le quartier de La Joliette, alors lugubre et mal famé, non loin du Vieux-Port. Mais les amis qui l'ont aidé y font venir les clients. Lui-même en fait le lieu de rassemblement des « Yankees », groupe de supporters du virage Nord du stade Vélodrome, et participe activement à la vie du groupe.
En 2005, il enregistre le single Point de vue qu'il déclare avoir vendu à 4 800 exemplaires. Il vend « Le Bretagne » et quitte les « Yankees » pour un autre groupe, les « Dodger's »,,.
En 2008, René Malleville revient à la politique et se présente aux élections municipales sur la liste du socialiste Jean-Noël Guérini avec lequel il avait sympathisé sous Deferre. Élu, il est nommé conseiller communautaire et délégué aux sports de la mairie du 2e secteur. Il n'assurera qu'un seul mandat et ne se représente pas en 2014.

### Activités médiatiques
À partir de 2009, il intervient très régulièrement sur le site internet Le Phocéen dans les émissions consacrées à l'OM. De 2012 à 2021, il propose « La minute de René » au cours de laquelle il analyse chaque match de l'OM, dans un style cherchant à jouer avec le stéréotype marseillais. La recette marche. Ces vidéos deviennent virales et sa notoriété dépasse les limites de Marseille. Cela lui permet d'intervenir ensuite dans des médias nationaux, comme Cuisine TV ou encore Thalassa. Ses pages sur les médias sociaux sont très suivies,. En 2017, il comptabilise 71 300 abonnés sur Twitter puis 81 000 en 2019. Chaque vidéo de « La minute de René » est visionnée plus de 300 000 fois. Il estime que son succès est lié à son côté « grande gueule », ses emportements excessifs, ses expressions caricaturales et la défense d'une certaine identité du Midi de la France.
À partir de mars 2020, il apparait dans l'émission Touche pas à mon poste ! diffusée sur C8. Devenu chroniqueur, il décide de quitter l'émission en novembre de la même année.
René Malleville était également présent sur les ondes de Radio Star, radio locale marseillaise, dans l'émission Mon OM à moi avec César Léoni, Émilie Fargier et Samuel Massilia.

### Fin de vie
En août 2021, il annonce sur les réseaux sociaux qu'il est atteint d'un cancer du pancréas et du foie et commence une chimiothérapie[réf. nécessaire]. Cela le contraint à cesser ses apparitions sur les médias. Mais la progression de la maladie est fulgurante : il meurt le 19 septembre 2021. 
Ses obsèques sont célébrées le 24 septembre 2021 en présence d'un millier de personnes, dont le maire de Marseille Benoît Payan. À cette occasion, les joueurs de l'Olympique de Marseille lui dédicacent un maillot de l'équipe, floqué à son nom. Par ailleurs, la famille de Bernard Tapie met à disposition une réplique du trophée de la Ligue des champions de l'UEFA 1992-1993, destinée à sa sépulture,. Il est ensuite inhumé au Cimetière Saint-Pierre.

## Télévision
- 2020 : Allô Baba ! (C8)
- 2020 : Ce soir chez Baba ! (C8)
- 2020 : Touche pas à mon poste ! (C8)

## Filmographie
- 2018 : Taxi 5 de Franck Gastambide : René, le patron du bar

## Publications
- Samuel Massilia, René Malleville, René Malleville authentique, Amphora, 2022.